# Chiwetel Ejiofor
Chiwetel Umeadi Ejiofor (10. srpnja 1977.) je engleski glumac. Nakon što je upisao National Youth Theatre te započeo pohađati Londonsku akademiju glazbene i dramske umjetnosti, u dobi od 19 godina i tri mjeseca nakon početka studiranja, Ejiofor je dobio ulogu Jamesa Coveyja u filmu Amistad redatelja Stevena Spielberga.
Ejiofor je nakon toga nastupio u filmovima Slatke, prljave stvari, Serenity: Bitka za budućnost, 12 godina ropstva, Marsovac i Doktor Strange. Za ulogu u filmu 12 godina ropstva Ejiofor je dobio nominacije za nagrade Oscar i Zlatni globus te osvojio britansku prestižnu nagradu BAFTA, sve u kategoriji glavne muške uloge. Godine 2014. nominiran je za prestižnu televizijsku nagradu Emmy u kategoriji najboljeg glumca u mini-seriji i/ili filmu za ulogu u filmu Ples na rubu.
Ejiofor je osvojio mnoge nagrade i nominacije za svoje glumačke nastupe, uključujući BAFTA-u za najveću nadu 2006. godine, dvije nominacije za Zlatni globus, te nagradu Laurence Olivier za najboljeg glumca u kazališnoj predstavi Othello 2008. godine. Iste godine za doprinos umjetnosti dobio je orden Officer of the Order of the British Empire koji mu je uručila kraljica Elizabeta II. Godine 2015. dobio je orden Commander of the Order of the British Empire.

## Vanjske poveznice
- Chiwetel Ejiofor u internetskoj bazi filmova IMDb-u (engl.)